# Benahavís

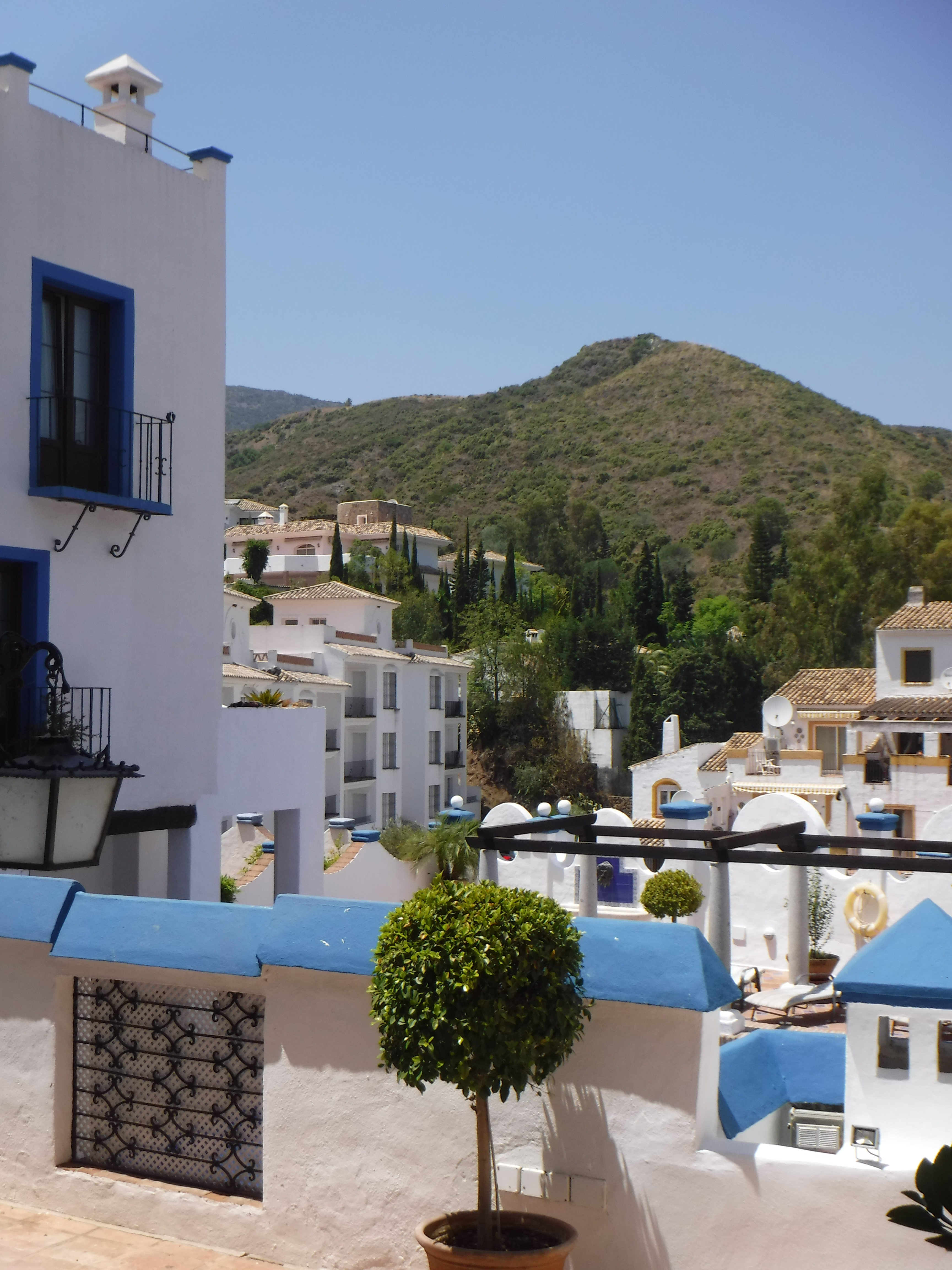
Pueblo de Benahavís

Benahavís es un municipio español de la provincia de Málaga, Andalucía. 
Benahavís es un pueblo de montaña situado a 7 km de la costa. Está situado entre Marbella, Estepona y Ronda, en la Costa del Sol. Es popular por su oferta de restauración y por ser un pueblo blanco de típico trazado árabe. Desde el castillo de Montemayor, uno puede disfrutar de unas vistas espectaculares de la Costa del Sol. 
Situado en el sur de la Serranía de Ronda, Benahavís es el pueblo más montañoso de la Costa del Sol Occidental. Los ríos que cruzan el territorio se llaman Guadalmina, Guadaiza y Guadalmansa.
Benahavís mezcla el tipismo de los tradicionales pueblos blancos de la provincia de Málaga con la modernidad y calidad de sus infraestructuras turísticas. El municipio reúne una decena de campos de golf, diversos recursos para la práctica de deportes de aventura en un hermoso entorno natural y una variada oferta gastronómica.

## Toponimia
Benahavís, deriva de la voz árabe Ben, hijo en acepción original, y Avis o Havis, que fue el nombre de un árabe notable que reinó en el castillo de Montemayor, cuyo hijo tuvo la idea de construir una serie de defensas que, protegiendo el río Guadalmina a la salida de Las Angosturas, defendiese al mismo tiempo el flanco izquierdo del castillo, y que fue el primer núcleo de población; es decir, que la construcción del castillo de Montemayor, Hisn al-Ward en el periodo Al Alandalus, fue anterior a la de Benahavís. Otra opinión dice que la palabra Benahavís deriva de "Ben Habix", los hijos del abisinio, por haberse establecido un cadí de aquella nacionalidad en estos contornos.

## Naturaleza

### Espacios protegidos

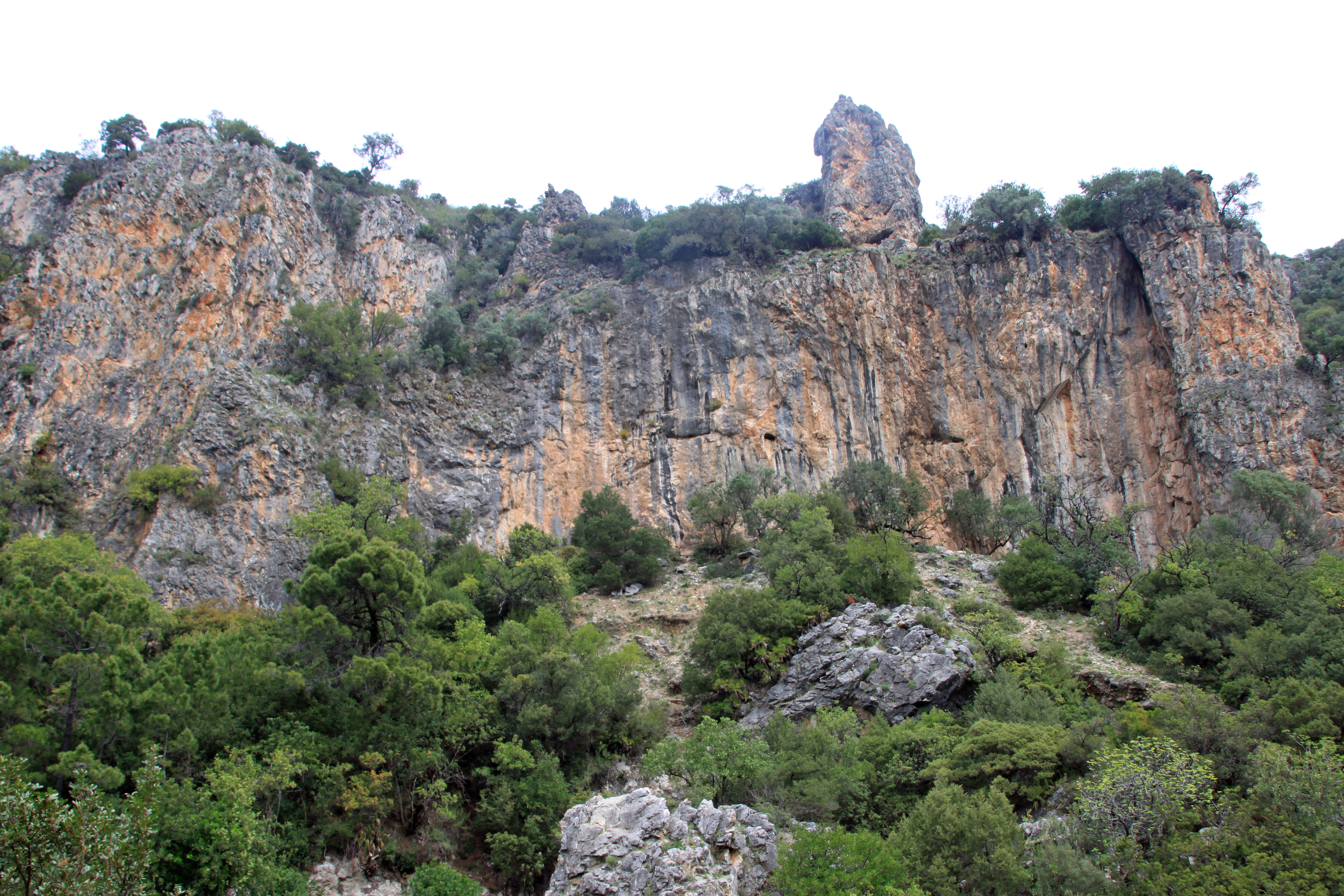
Angostura del río Guadalmina

Benahavís aporta la mitad de la superficie de las Zonas de Especial Conservación (ZEC) de los ríos Guadalmansa, Guadaiza y Guadalmina. El río Guadalmina aflora en Benahavís por los acuíferos kársticos denominados Angosturas de Guadalmina. Existe una vía pecuaria denominada cordel de Benahavís a Ojén, que cruza los ríos Guadalmina y Verde.
Se pueden realizar diversas rutas de senderismo para apreciar el entorno de monte de Benahavís en el entorno del parque natural Sierra de Las Nieves. Se puede recorrer la vía PR-A-125 de 2,6 km desde Benahavís al castillo de Montemayor, así como la circular SL-A de 4,6 km de la acequia del río Guadalmina, o el SL-A-252 circular de 2.8 km de la cañada de Juan Miná.
En Benahavís se puede observar el Lugar de Interés Geológico (LIG) de bandeado de peridotitas del puerto del Madroño en la margen de la carretera A-397.

### Fauna
En este municipio encontramos gran variedad de especies según su situación geográfica, extensión y caracterización ecológica. Este municipio presenta una gran variedad de especies, sobre todo estructuradas en los diferentes biotopos que podemos encontrar dentro del municipio. Esto lleva a que existen una gran abundancia de especies hablando en términos cuantitativos durante el ciclo anual y en el que cabe destacar las diferencias individuales que encontramos entre dichas especies. Dentro de este municipio encontramos diferentes familias con sus respectivas especies dentro de ellas:
- Mamíferos:  Dentro de esta familia encontramos una gran variedad de especies. Encontramos por ejemplo; el meloncillo, el gato montés, tejón, gineta, turón, musaraña, murciélago y ejemplares más conocidos como ciervos, zorros, cabra montés y gamo.
- Reptiles: Este grupo es uno de los más importantes de este municipio, ya que encontramos dieciséis especies de veintiuna que hay localizadas en la provincia. Dentro de esta familia encontramos especies como el galápago leproso que lo podemos encontrar de manera abundante en las pozas profundas que encontramos por todo el municipio. También encontramos la salamanquesa costera y común; eslizón ibérico, culebrilla ciega, lagarto ocelado, la lagartija colilarga y cenicienta; la culebra bastarda, de escalera, de herradura, viperina y cogulla. También encontramos el sapillo pintojo y moteado, el sapo común y corredor y por último la rana común.
- Especies invertebradas: Dentro de esta familia encontramos diferentes tipos debido a la gran variedad de biotopos que podemos encontrar en este municipio

1. Ortópteros: Dentro de este grupo encontramos los acrídidos destacando los trulaxis.
2. Lepidópteros: Dentro de este grupo encontramos un gran número de mariposas a lo largo del año. También podemos destacar especies como la cobra crocea o la vanessa cardui.
3. Dípteros: Encontramos una amplia representación en el ámbito acuático.
4. Escarabajos carambícidos: Los encontramos en numerosos árboles pero no pueden producir plaga gracias a la gran cantidad de aves insectívoras que encontramos en esta localidad.

- Peces: Encontramos sobre todo esta familia en los tres ríos más importantes del municipio, como son los ríos Guadalmedina, Guadalmansa y Guadaiza. También los encontramos en los embalses. Destacamos sobre todo las carpas y barbos y los cangrejos.

### Flora
Benahavís se caracteriza por la presencia de sustratos volcánicos, Peridotitas y Serpentinas que son el resultados de su metamorfización, lo que le da un carácter perculiar a la flora que se establece sobre ellos. Además aparecen una gran cantidad de taxones endémicos muy ricos en materiales pesados, sobre todo níquel. Algunos de estos endemismos son la arenaria capillipes, staehelina baetica, serpentinicola, etc.
Este Municipio pertenece al piso bioclimático Termo-mediterráneo, su temperatura media anual es de 17 a 19 °C. Cabe destacar que el invierno es muy cálido. La alta pluviosidad se ve reflejada en la vegetación, que aparece con un aspecto quemado, aunque sea abundante no tiene gran exuberancia. El estrato arbóreo está dominado por el Alcornoque y el Pino, en las depresiones y umbrías frescas hay diferentes especies de quejigos. En cuanto las especies arbustivas componen el segundo estrato del bosque, son el Lentisco, Acebuche, Espinos, Enebro, Rusco, Olivilla, Espárragos, etc. 

## Historia
El castillo de Montemayor data del s.VIII, para la defensa de la población rural andalusí circundante, nombrada por Ibn Hayyan en el s.X. Las poblaciones de Benahavís y Daidín, a unos seis kilómetros al norte de Benahavís en el curso alto del río Guadaiza, y con el nombre del señor del lugar, fueron fundadas durante la dominación árabe en la costa del mar y Serranía de Ronda en el partido de Marbella, a tres leguas de esta ciudad y otras tres de Estepona, distando ellas entre sí dos leguas. 
Durante el Califato de Córdoba Benahavís se encuentra en el terreno fronterizo entre la cora de Rayya (Málaga), la cora de al-Yazira (Algeciras) y la cora de Takurunna (Ronda).Con el fin del Califato de Córdoba, a principios del siglo XI, el castillo de Montemayor fue a menudo disputado entre los hammudíes rivales de Taifa de Málaga y los de la Taifa de Algeciras.
Cuando en 1273 Muhámmad I Alhamar, rey nazarí de Granada, vio su trono en peligro por la llegada de castellanos y aragoneses a la zona del Estrecho, pidió ayuda al Sultanato benimerín, cuyas tropas al mando de Abu Yúsuf Yaacub, ocuparon en 1274 Marbella, el castillo de Montemayor y Málaga en los enfrentamientos de la época de la batalla del Estrecho. El castillo se reveló como atalaya desde la que se divisan hasta 100 km de costa, el estrecho de Gibraltar y la costa norteafricana. 

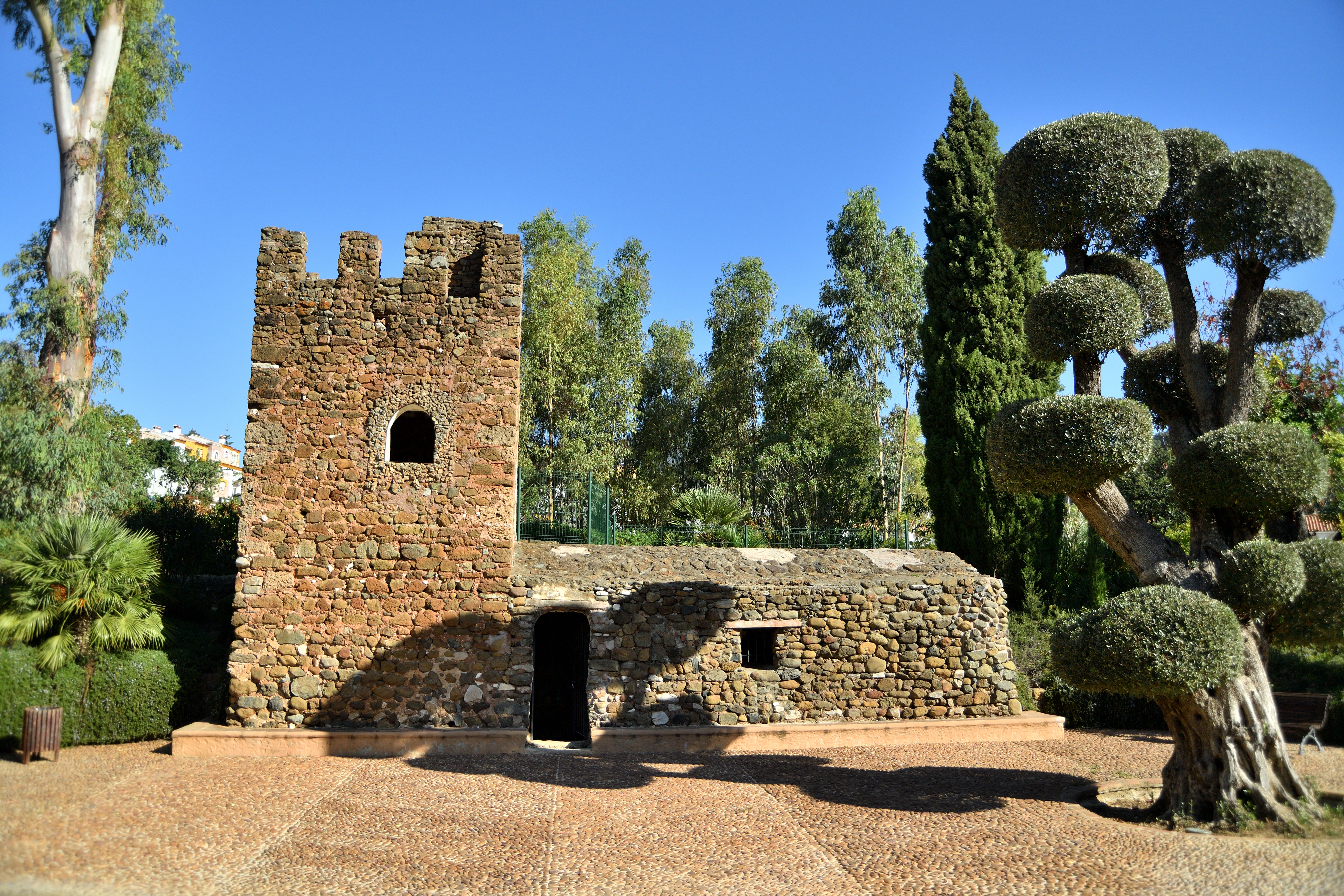
Torre Leonera y parque de mismo nombre en Benahavís, Málaga

Durante la Guerra de Granada, tras la toma de Ronda, el rey Fernando el Católico decidió la conquista de Marbella, ya que su ensenada podía servir de estación naval para las galeras y fustas castellanas. El 11 de junio de 1485 Marbella se rinde, firmándose las capitulaciones en el sitio llamado Cruz del Humilladero, donde Fernando recibe del alcaide de la de fortaleza marbellí, Mohammad Abuneza, las llaves de la ciudad así como la de los lugares de Benahavís, Daidín, castillo de Montemayor, fortaleza de Cortes, Oxén, Arboto, Almáchar, Tramores y fuerte de Calalvi en Sierra Bermeja. El rey confió la custodia de toda esta zona a Pedro de Villandrando, conde de Ribadeo. Por los servicios prestados, en 1492 los Reyes Católicos conceden a Juan de Silva, III conde de Cifuentes, los lugares de Benahavís y Daidín así como sus fortalezas. La condición del señorío frente a los regímenes de realengo de Estepona y Marbella dieron lugar a conflictos jurisdiccionales. En 1532 se vende el Señorío de Benahavís, Daidín y Castillo de Montemayor a Francisco Fernández Villegas. Este señorío lo acabaría heredando en el siglo XVII Egas Salvador Venegas de Córdoba y Villegas, III conde de Luque.
En 1749 Fernando VII concede permiso para la explotación de una mina de grafito en el paraje Cerro de la Mona. En abril de 1812, durante la Guerra de la Independencia, los guerrilleros de la Serranía de Ronda al mando del General Ballesteros ocupan Benahavís. Las minas fueron explotadas para afrontar la Guerra de la Independencia para la financiación de los suministros obtenidos a través Gibraltar. El comercio del grafito de Benahavís sería el origen de la vasta fortuna de Manuel Agustín Heredia. Su hijo, Ricardo Heredia Livermore fue diputado en Cortes y senador del Reino, y obtuvo en 1875 el título de conde de Benahavís.
En el último tercio del siglo XIX el marqués del Duero funda la Colonia Agrícola San Pedro Alcántara, un gran latifundio de casi de 5000 hectáreas, que se extendía por los territorios de Marbella, Estepona y Benahavís en torno a las vegas de los ríos Guadaiza, Guadalmina y Guadalmansa, tierras que ascendían hacia el norte del río Guadalmina y terrenos al norte de San Pedro Alcántara. El marqués se hizo por compra o permuta con los terrenos como las Angosturas, las Apretaderas, el Herrojo y las Herrizas de las Apretaderas hasta completar 1.618 ha en el término de Benahavís. En torno a 1881 gran parte del terreno era matorral, quejigos y alcornoques o cereal. Como parte del sistema hidráulico que se originó para la ampliación de la superficie regable de la Colonia Agrícola San Pedro Alcántara se construyeron los embalses de La Leche, Pantano Roto o El Capitán a partir de 1874 en que la Colonia pasó a manos de la Sociedad Anónima de la Colonia de San Pedro Alcántara, de capital hispano francés. En 1888 reventó el embalse de El Capitán pasando a llamarse Pantano Roto o Fuente del Espanto, y todavía puede observarse parte la estructura cercana a la autopista de peaje A-7.

## Geografía humana

### Demografía
Cuenta con una población de 9077 habitantes (INE 2024).
| Gráfica de evolución demográfica de Benahavís entre 1842 y 2021                                                       |
| |
| Población de derecho según los censos de población del INE. Población de hecho según los censos de población del INE. |

| Nacionalidad | Hombres | Mujeres | Total | %     | Proporción |
| ------------ | ------- | ------- | ----- | ----- | ---------- |
| Española     | 1741    | 1622    | 3363  | 38.3% |            |
| Extranjera   | 2627    | 2773    | 5400  | 61.6% |            |

| País        | Hombres | Mujeres | Total | %     | Proporción |
| ----------- | ------- | ------- | ----- | ----- | ---------- |
| Reino Unido | 964     | 916     | 1880  | 34.8% |            |
| Rusia       | 219     | 276     | 495   | 9.2%  |            |
| Francia     | 114     | 101     | 215   | 4.0%  |            |
| Alemania    | 106     | 104     | 210   | 3.9%  |            |
| Italia      | 110     | 97      | 207   | 3.8%  |            |
| Marruecos   | 63      | 77      | 140   | 2.6%  |            |
| Ucrania     | 36      | 46      | 82    | 1.5%  |            |
| Rumania     | 28      | 52      | 80    | 1.5%  |            |
| Argentina   | 34      | 37      | 71    | 1.3%  |            |
| Brasil      | 18      | 46      | 64    | 1.2%  |            |
| Polonia     | 22      | 37      | 59    | 1.1%  |            |
| Colombia    | 19      | 35      | 54    | 1.0%  |            |
| Bulgaria    | 22      | 28      | 50    | 0.9%  |            |
| Venezuela   | 11      | 27      | 38    | 0.7%  |            |
| Portugal    | 17      | 11      | 28    | 0.5%  |            |
| China       | 3       | 8       | 11    | 0.2%  |            |
| Paraguay    | 2       | 7       | 9     | 0.1%  |            |
| Cuba        | 0       | 7       | 7     | 0.1%  |            |
| Argelia     | 3       | 3       | 6     | 0.1%  |            |
| Perú        | 3       | 3       | 6     | 0.1%  |            |
| Nigeria     | 0       | 5       | 5     | 0.09% |            |
| Chile       | 3       | 1       | 4     | 0.07% |            |
| Ecuador     | 2       | 2       | 4     | 0.07% |            |
| Uruguay     | 3       | 1       | 4     | 0.07% |            |
| Bolivia     | 0       | 1       | 1     | 0.01% |            |

### Economía
De acuerdo con los datos de la Agencia Tributaria, en 2018 Benahavís era el primer municipio de la provincia de Málaga por renta bruta, el cuarto municipio de Andalucía, solo por detrás de Tomares, Espartinas y Valencina de la Concepción y el municipio 150 de España.

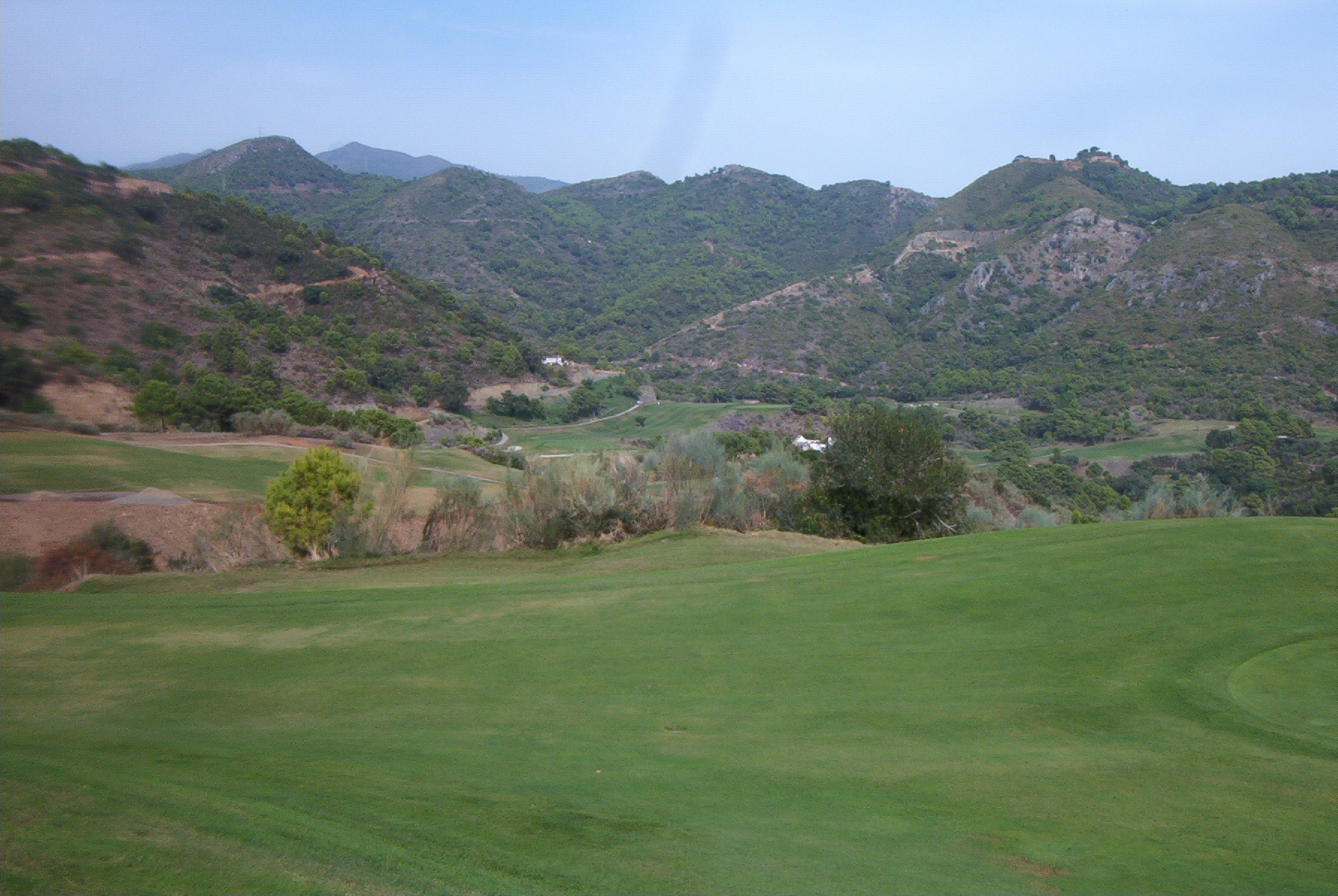
Club de Golf Montemayor

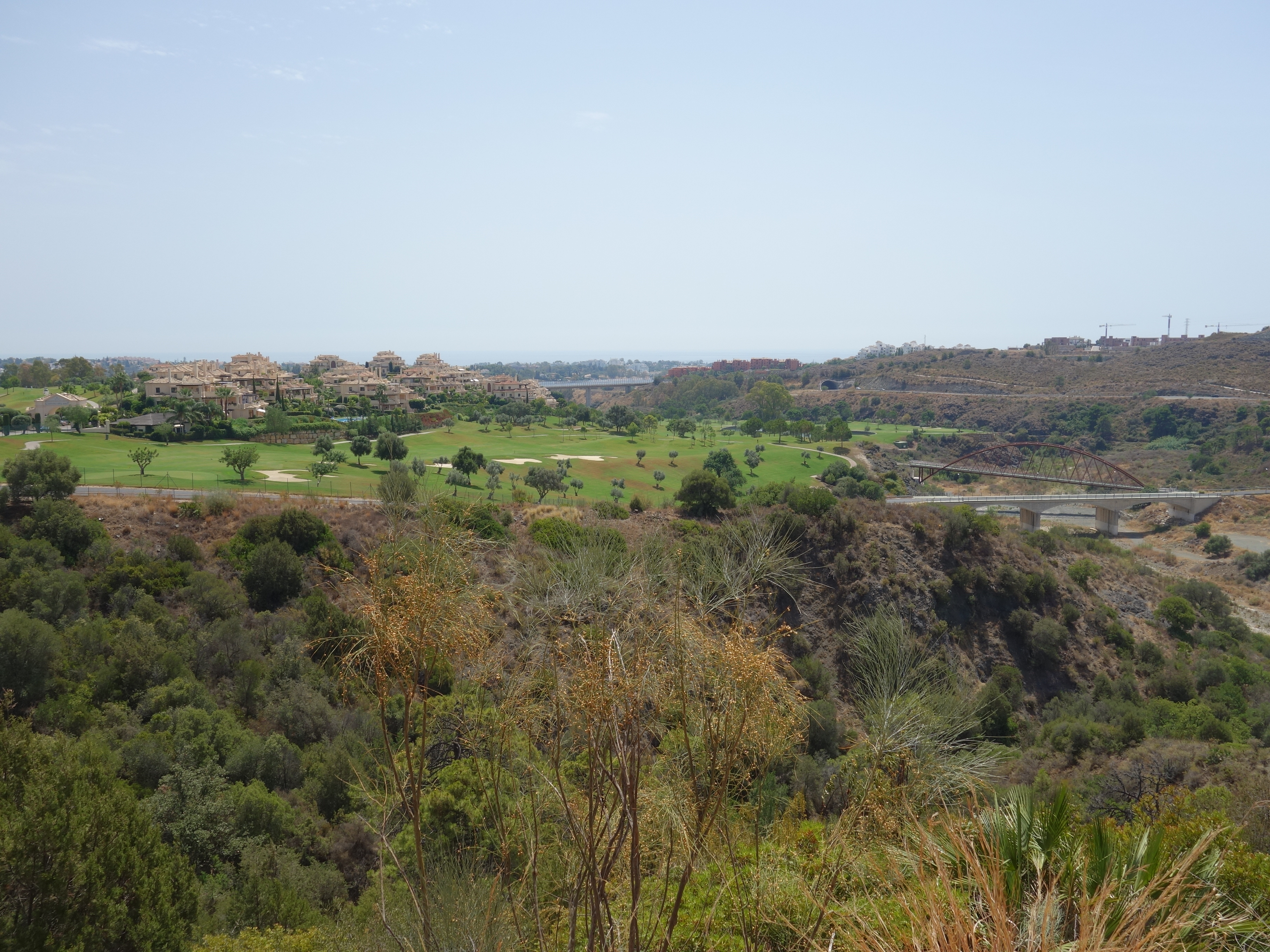
Río Guadalmina y Club de Golf El Higueral

Entre sus discretas y lujosas urbanizaciones se encuentran las residencias de ciudadanos sobre todo extranjeros, con una importante fortuna personal. Además, cuenta con una importante infraestructura hotelera de gran calidad. Cuenta con dos hoteles de categoría cinco estrellas gran lujo, el Hotel Anantara Villa Padierna Palace con tres campos de golf, y el Westin La Quinta con golf y spa y un hotel de cuatro estrellas, el Gran Hotel Benahavís Spa.

## Monumentos
- Castillo de Montemayor
- Torre de la Reina
- Torre Leoneras
- Torre Daidín
- Torre Campanillas
- Torre Tramores
- Torre Estéril

## Política y Administración
La administración política de la ciudad se realiza a través de un Ayuntamiento de gestión democrática cuyos componentes se eligen cada cuatro años por sufragio universal. El censo electoral está compuesto por todos los residentes empadronados en Benahavís mayores de 18 años y nacionales de España y de los restantes Estados miembros de la Unión Europea. Según lo dispuesto en la Ley del Régimen Electoral General, que establece el número de concejales elegibles en función de la población del municipio, la Corporación Municipal de Benahavís está formada por 13 concejales.

### Resultado de las elecciones municipales de 2023
| Candidatura     | Candidatura                              | Votos | %                             | Escaños                       |
| --------------- | ---------------------------------------- | ----- | ----------------------------- | ----------------------------- |
|                 | Partido Popular (PP)                     | 878   | 53,99%                        | 8                             |
|                 | Partido Socialista Obrero Español (PSOE) | 528   | 32,47%                        | 4                             |
|                 | Vox                                      | 159   | 9,77%                         | 1                             |
|                 | Con Andalucía (Podemos-IU-MP-IdPA)       | 31    | 1,90%                         | 0                             |
|                 | Por mi Pueblo                            | 22    | 1,35%                         | 0                             |
| Votos en blanco | Votos en blanco                          | 8     | 0.49%                         | n/a                           |
| Votos válidos   | Votos válidos                            | 1.626 | -                             | 13                            |
| Votos nulos     | Votos nulos                              | 24    | Participación: \| \| 54.36 \| | Participación: \| \| 54.36 \| |
| Votantes        | Votantes                                 | 1.574 | Participación: \| \| 54.36 \| | Participación: \| \| 54.36 \| |
| Electores       | Electores                                | 3.051 | Participación: \| \| 54.36 \| | Participación: \| \| 54.36 \| |
|                 | 54.36                                    |       |                               |                               |

## Fiestas populares

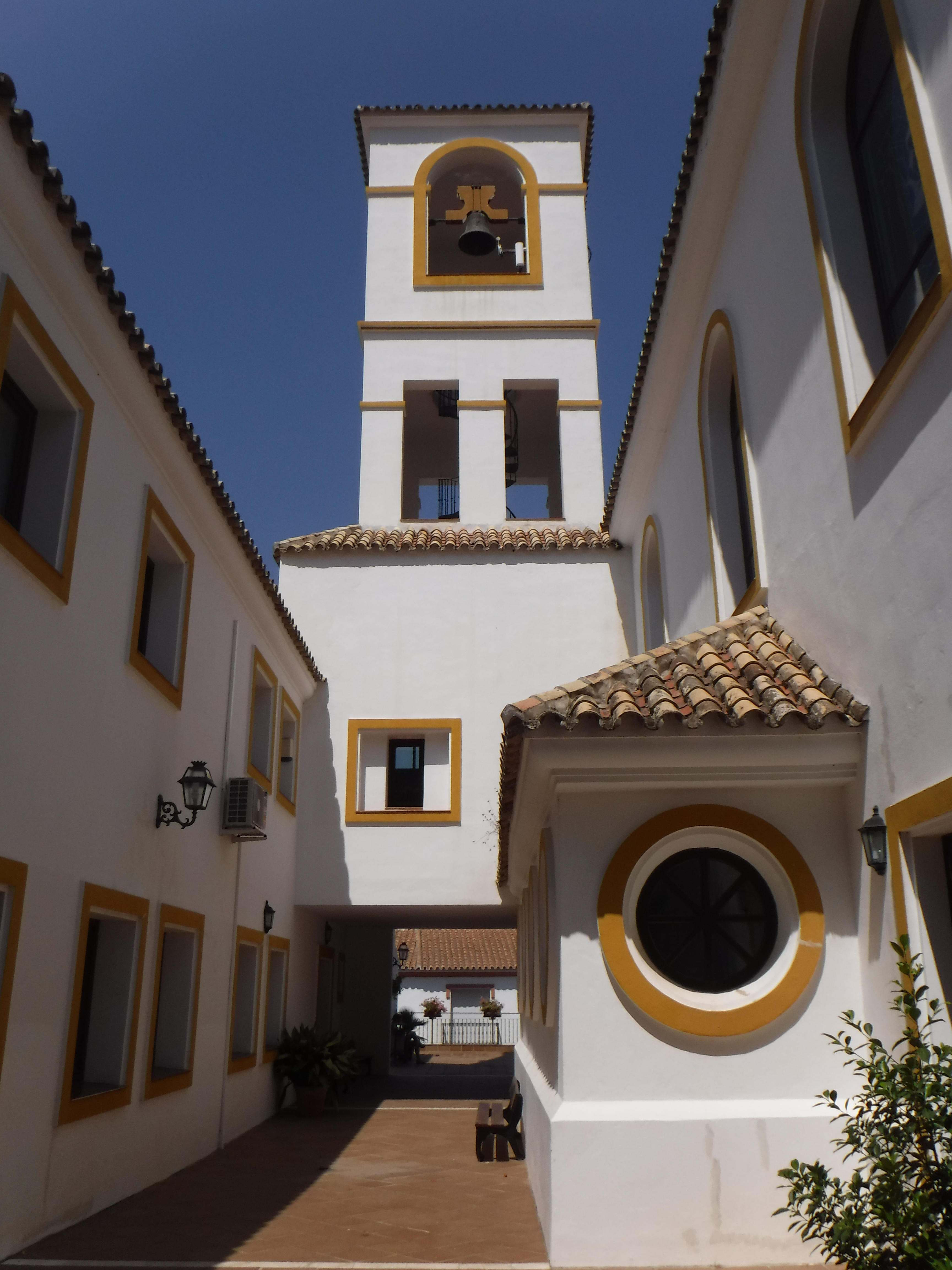
Iglesia Virgen del Rosario

- La Semana Santa en Benahavís se centra especialmente en dos días, Viernes Santo y Domingo de Resurrección. El Viernes Santo salen dos procesiones, El Santísimo Cristo de la Veracruz portado por los hombres y la Virgen de los Dolores que en este caso es portado por las mujeres del pueblo. El Domingo de Resurrección, sale a la calle la Virgen del Rosario portado por hombres y El Niño, que es llevado por los cuatro mayordomos.
- La Feria de Benahavís comienza a mediado del mes de agosto con una duración de cinco días. La feria comienza el corte de cinta institucional, la iluminación del recinto ferial y una cabalgata. Junto a todo esto se procede a un pregón realizado por un personaje popular y después se corona a las reinas y damas.
- Romería de la Virgen del Rosario, se celebra el día 7 de octubre en la ermita de Nuestra Señora del Rosario, Patrona de Benahavís.

## Gastronomía
Benahavís es un destino popular por su gastronomía, con un alto número de locales de restauración. Destacan los guisos de conejo y perdiz, los chorizos al agua, el cochinillo y el cordero, así como la zarzuela de pescado y el marisco.
Benahavís cuenta además con la Escuela Hostelería de Benahavis, para la formación de profesionales del sector.